# アブドゥライェ・ドゥクレ
アブドゥライェ・ドゥクレ（Abdoulaye Doucouré、1993年1月1日 - ）は、フランス共和国イヴリーヌ県ムラン＝アン＝イヴリーヌ出身のサッカー選手。マリ代表。プレミアリーグ・エヴァートンFC所属。ポジションはMF。

## 経歴

### クラブ
スタッド・レンヌでプロデビュー。
2016年2月、プレミアリーグのワトフォードFCに移籍し、すぐレンタルでグラナダCFに加入。ワトフォード復帰後は主力に定着し、マンチェスター・ユナイテッドFCでプレーしたオーウェン・ハーグリーブスはドゥクレのプレースタイルをポール・ポグバに例え、リヴァプールFCでもプレーできると絶賛した。
2020年9月8日、エヴァートンFCと3年契約（1年延長オプション）を結んだ。